# Euamneris
Anatrachyntis là một chi bướm đêm thuộc họ Cosmopterigidae.